# Вагашен
Вагашен (арм. Վաղաշեն) — село в Гехаркуникской области Армении.

## География
Село расположено в юго-восточной части марза, на южном берегу озера Севан, при автодороге , на расстоянии 75 километров к юго-востоку от города Гавар, административного центра области. Абсолютная высота — 1940 метров над уровнем моря.
Климат
Климат характеризуется как умеренно холодный, влажный (Dfb в классификации климатов Кёппена). Среднегодовая температура воздуха составляет 6 °C. Средняя температура самого холодного месяца (января) составляет −5,4 °С, самого жаркого месяца (июля) — 16,9 °С. Расчётная многолетняя норма атмосферных осадков — 485 мм. Наибольшее количество осадков выпадает в мае (82 мм).

## История
Иван Шопен отмечал, что в селе Абдуль-агали Гей-чайского магала Эриванской провинции проживало только 96 армян-переселенцев из Турции, и ни одного представителя иной народности.
В 1897 году население села составляло 1286 жителей.
Согласно Кавказскому календарю., население села к 1911 году — 559 человек, в основном армяне, в 1915 году — 901 человек, также преимущественно армяне.
3 января 1935 года село Авдалагалу было переименовано в Вагашен.

## Население
| Год переписи | Население          | Население          | Население          | Население            | Население            | Население            |
| Год переписи | Наличное население | Наличное население | Наличное население | Постоянное население | Постоянное население | Постоянное население |
| Год переписи | Всего              | Мужчины            | Женщины            | Всего                | Мужчины              | Женщины              |
| ------------ | ------------------ | ------------------ | ------------------ | -------------------- | -------------------- | -------------------- |
| 2001         | 3259               | 1626               | 1633               | 3601                 | 1844                 | 1757                 |
| 2011         | 3594               | 1758               | 1836               | 4267                 | 2210                 | 2057                 |

| Год  | Численность | Численность |
| ---- | ----------- | ----------- |
| 1831 | 96          | [ 13 ]      |
| 1873 | 311         | [ 14 ]      |
| 1897 | 677         | [ 13 ]      |
| 1926 | 1209        | [ 13 ]      |
| 1939 | 1332        | [ 13 ]      |
| 1959 | 1835        | [ 13 ]      |
| 1970 | 2407        | [ 13 ]      |
| 1979 | 2743        | [ 13 ]      |
| 1989 | 3264        | [ 13 ]      |
| 2001 | 3601        | [ 13 ]      |
| 2011 | 4267        | [ 15 ]      |